# Nefretete
Nefretete, egipčanska kraljica, * 14. stol. pr. n. št., Tebe, † okoli 1330 pr. n. št.,  Amarna.
Nefrete je bila glavna žena faraona Osemnajste dinastije Amenhotepa IV., bolj znanega kot Ehnaton. Skupaj z njim je izvedla versko revolucijo, v kateri je vero v več bogov zamenjala vera v enega samega boga, boga sonca, Atona. Njeno ime pomeni "Lepotica, ki prihaja". Znana je po svojem doprsnem kipu, ki ga hranijo v Neues Museum v Berlinu. Njene grobnice in mumije še niso našli.

## Družina
Nefertiti je bila po vsej verjetnosti plemiškega porekla. Ni jasno, kdo sta bila njena starša. Po nekaterih teorijah naj bi bil njen oče Aj, ki je pozneje postal faraon. Prvič se pojavi na poslikavah v grobu Pereneferja v Tebah, kjer spremlja novega kralja Ehnatona. Kdaj točno se je poročila z Ehnatonom, ni jasno. V zakonu se jima je rodilo šest hčerk:
- Meritaton (rojena pred prvim letom ali v začetku prvega leta Ehnatonovega vladanja, verjetno leta 1356 pr. n. št.)
- Maketaton (v prvem ali tretjem letu Ehnatovega vladanja, verjetno leta 1349 pr. n. št.)
- Anhesenaton (v četrtem letu Ehnatonovega vladanja, leta 1348 pr. n. št.)
- Neferneferuaton Tasherit (v šestem letu, verjetno okrog leta 1344 pr. n. št.)
- Neferneferure (v devetem letu, leta 1341 pr. n. št.)
- Setepenre (v enajstem letu, leta 1339 pr. n. št.)

## Verska revolucija
V petem letu vladavine je Ehnaton svojo prestolnico prenesel iz Teb v Ahetaton, današnjo Amarno. V tem času je spremenil tudi svoje ime iz Amenhotepa v Ehnatona, kar pomeni "Živi duh Atona". Zapovedal je čaščenje enega samega boga Atona, tako imenovani atonizem. Čaščenje ostalih bogov – med njimi tudi Amona, izredno pomembnega božanstva iz Teb, je bilo prepovedano. Zaradi tega si je Ehnaton nakopal jezo bogatih in vplivnih Amonovih svečenikov iz Teb. Pri uvajanju nove verske prakse je ves čas aktivno sodelovala tudi Nefertiti, kar je upodobljeno na več poslikavah tako v Tebah kot v Amarni. Po verski revoluciji je svoje ime spremenila v Neferneferuaton-Nefertiti.

## Smrt
V 12. ali 14. letu Ehnatonove vladavine ime Nefertiti izgine iz vseh zgodovinskih zapisov. Možno je, da je umrla nenadne smrti zaradi kuge, ki je v tistih letih razsajala po Egiptu ali kakšne druge oblike naravne smrti. Nekatere teorije pa domnevajo, da je bila v tem času povzdignjena v Ehnatonovo sovladarico in ob tem prevzela novo ime Neferneferuaton. Možno je tudi, da je bila še vedno živa, ko so oblast prevzeli Ehnatonovi nasledniki in obdržala svoj vpliv nanje ter umrla šele v 3. letu Tutankamonove vladavine.

## Grob in mumija
Kljub mnogim teorijam o njeni smrti in pokopu, njen grob in mumija do sedaj še nista identificirana. Kar nekaj časa se je domnevalo, da so ostanki Nefertiti ena od dveh ženskih mumij, ki so jih našli v grobnici KV35 v Dolini kraljev, imenovanih "Younger Lady" in "Elder Lady".  DNK analiza opravljena v letu 2010 je to domnevo dokončno zavrnila.

## Doprsni kip
Nefertiti je postala svetovno znana po svojem doprsnem kipu, ki upodablja idealno lepoto ženskega obraza. Je odraz klasičnega egipčanskega umetnostnega sloga. Kip je 7. decembra 1912 našel nemški arheolog Ludwig Borchardt. Kip je bil skupaj  z drugimi nedokončanimi Nefertitinimi kipi najden v delavnici mojstra Tutmoza v Amarni. Kip je verjetno nastal okrog leta 1345 pr. n. št. Narejen je iz apnenca in obarvan z različnimi pigmenti. Obraz je popolnoma simetričen in skoraj nepoškodovan. Manjka zenica levega očesa, za katero je bilo ugotovljeno, da ni izpadla iz očesa, ampak nikoli sploh ni bila vstavljena v oko, kar je precej nenavadno pri sicer popolnoma dokončanem kipu. Zakaj je tako, ni jasno. Pojavljale so se domneve, da je Nefertiti bolehala za očesno boleznijo, kar je pa malo verjetno. Možno je, da je bil kip model za uradne Nefretitine portrete in je Tutmoze z njegovo pomočjo učil vajence, kako oblikovati notranjost očesa. Nefertiti ima na glavi svojo značilno krono z zlatim diademom. Doprsni kip je shranjen v Neues Museum v Berlinu. Že od leta 1924, ko je kip prišel v Berlin, se vrstijo zahteve egiptovskih oblasti, da se kip Nefertiti vrne v Egipt, češ, da je bil iz države odnešen nezakonito. Nemčija vse te zahteve vztrajno zavrača. Nefertitin doprsni kip je v tem času postal tudi kulturni simbol Berlina.

## Leposlovje
- Philipp Vanderberg: Nofretete, Založba Obzorje, 1980
- Nick Drake: Nefretete, Knjiga mrtvih, Učila International, 2007